# Chicken Line
„Chicken LINE” (jap. チキンLINE Chikin LINE) – dziewiętnasty singel japońskiego zespołu SKE48, wydany w Japonii 30 marca 2016 roku przez avex trax.
Singel został wydany w dziesięciu edycjach: czterech regularnych i czterech limitowanych (Type A, Type B, Type C, Type D), „teatralnej” (CD) oraz „PriPara”. Osiągnął 1 pozycję w rankingu Oricon i pozostał na liście przez 23 tygodnie. Singel zdobył status platynowej płyty.
Piosenka tytułowa jest piosenką przewodnią filmu anime PriPara: Minna no akogare Let's Go PriPari.

## Lista utworów
Wszystkie utwory zostały napisane przez Yasushiego Akimoto.

### Type A
| CD | CD                                                                                   | CD               | CD              | CD      |
| Nr | Tytuł utworu                                                                         | Kompozycja       | Aranżacja       | Długość |
| -- | ------------------------------------------------------------------------------------ | ---------------- | --------------- | ------- |
| 1. | „Chicken LINE” (jap. チキンLINE)                                                     | Ryūji Takagi     | Ikuta Machine   | 4:53    |
| 2. | „Kanojo ga iru” (jap. 彼女がいる) (wyk. Team S)                                      | Toshikazu Kadono | Makoto Wakatabe | 4:14    |
| 3. | „Bōenkyō no nai tenmondai” (jap. 望遠鏡のない天文台) (wyk. Passion For You Senbatsu) | Daisuke Toyama   | Makoto Wakatabe | 3:41    |
| 4. | „Chicken LINE” (jap. チキンLINE) (off vocal)                                         | Ryūji Takagi     | Ikuta Machine   | 4:53    |
| 5. | „Kanojo ga iru” (jap. 彼女がいる) (off vocal)                                        | Toshikazu Kadono | Makoto Wakatabe | 4:14    |
| 6. | „Bōenkyō no nai tenmondai” (jap. 望遠鏡のない天文台) (off vocal)                     | Daisuke Toyama   | Makoto Wakatabe | 3:41    |

| DVD | DVD | DVD     |
| Nr  | Tytuł utworu | Długość |
| --- | --- | ------- |
| 1.  | „Chicken LINE” (jap. チキンLINE) (Music Video)                                                                        | 6:56    |
| 2.  | „Kanojo ga iru” (jap. 彼女がいる) (Music Video)                                                                       | 4:18    |
| 3.  | „Tokuten eizō „SKE48 Countdown kōen 2015→2016 -zenpen-”” (jap. 特典映像「 SKE48 カウントダウン公演2015→2016 -前編-」) |         |

### Type B
| CD | CD                                                                                   | CD               | CD                   | CD      |
| Nr | Tytuł utworu                                                                         | Kompozycja       | Aranżacja            | Długość |
| -- | ------------------------------------------------------------------------------------ | ---------------- | -------------------- | ------- |
| 1. | „Chicken LINE” (jap. チキンLINE)                                                     | Ryūji Takagi     | Ikuta Machine        | 4:53    |
| 2. | „Kiss Position” (jap. キスポジション) (wyk. Team KII)                                | Takashi Watanabe | Yūichi "Masa" Nonaka | 4:23    |
| 3. | „Bōenkyō no nai tenmondai” (jap. 望遠鏡のない天文台) (wyk. Passion For You Senbatsu) | Daisuke Toyama   | Makoto Wakatabe      | 3:41    |
| 4. | „Chicken LINE” (jap. チキンLINE) (off vocal)                                         | Ryūji Takagi     | Ikuta Machine        | 4:53    |
| 5. | „Kiss Position” (jap. キスポジション) (off vocal)                                    | Takashi Watanabe | Yūichi "Masa" Nonaka | 4:23    |
| 6. | „Bōenkyō no nai tenmondai” (jap. 望遠鏡のない天文台) (off vocal)                     | Daisuke Toyama   | Makoto Wakatabe      | 3:41    |

| DVD | DVD | DVD     |
| Nr  | Tytuł utworu | Długość |
| --- | --- | ------- |
| 1.  | „Chicken LINE” (jap. チキンLINE) (Music Video)                                                                       | 6:56    |
| 2.  | „Kiss Position” (jap. キスポジション) (Music Video)                                                                  | 4:44    |
| 3.  | „Tokuten eizō „SKE48 Countdown kōen 2015→2016 -kōhen-”” (jap. 特典映像「 SKE48 カウントダウン公演2015→2016 -後編-」) |         |

### Type C
| CD | CD                                                                                   | CD             | CD              | CD      |
| Nr | Tytuł utworu                                                                         | Kompozycja     | Aranżacja       | Długość |
| -- | ------------------------------------------------------------------------------------ | -------------- | --------------- | ------- |
| 1. | „Chicken LINE” (jap. チキンLINE)                                                     | Ryūji Takagi   | Ikuta Machine   | 4:53    |
| 2. | „Is that your secret?” (wyk. Team E)                                                 | Noboru Ogawara | Noboru Ogawara  | 3:48    |
| 3. | „Bōenkyō no nai tenmondai” (jap. 望遠鏡のない天文台) (wyk. Passion For You Senbatsu) | Daisuke Toyama | Makoto Wakatabe | 3:41    |
| 4. | „Chicken LINE” (jap. チキンLINE) (off vocal)                                         | Ryūji Takagi   | Ikuta Machine   | 4:53    |
| 5. | „Is that your secret?” (off vocal)                                                   | Noboru Ogawara | Noboru Ogawara  | 3:48    |
| 6. | „Bōenkyō no nai tenmondai” (jap. 望遠鏡のない天文台) (off vocal)                     | Daisuke Toyama | Makoto Wakatabe | 3:41    |

| DVD | DVD | DVD     |
| Nr  | Tytuł utworu | Długość |
| --- | --- | ------- |
| 1.  | „Chicken LINE” (jap. チキンLINE) (Music Video)                                                                            | 6:56    |
| 2.  | „Is that your secret?” (Music Video)                                                                                      | 4:04    |
| 3.  | „Tokuten eizō „SKE48 wasurerarenai dai bōnenkai 2015 -zenpen-”” (jap. 特典映像「 SKE48 忘れられない大忘年会2015 -前編-」) |         |

### Type D
| CD | CD                                                                                   | CD             | CD              | CD      |
| Nr | Tytuł utworu                                                                         | Kompozycja     | Aranżacja       | Długość |
| -- | ------------------------------------------------------------------------------------ | -------------- | --------------- | ------- |
| 1. | „Chicken LINE” (jap. チキンLINE)                                                     | Ryūji Takagi   | Ikuta Machine   | 4:53    |
| 2. | „Tabi no tochū” (jap. 旅の途中) (wyk. Miyazawa Sae to nakama-tachi)                  | Justin Moretz  | Yūsuke Itagaki  | 4:10    |
| 3. | „Bōenkyō no nai tenmondai” (jap. 望遠鏡のない天文台) (wyk. Passion For You Senbatsu) | Daisuke Toyama | Makoto Wakatabe | 3:41    |
| 4. | „Chicken LINE” (jap. チキンLINE) (off vocal)                                         | Ryūji Takagi   | Ikuta Machine   | 4:53    |
| 5. | „Tabi no tochū” (jap. 旅の途中) (off vocal)                                          | Justin Moretz  | Yūsuke Itagaki  | 4:10    |
| 6. | „Bōenkyō no nai tenmondai” (jap. 望遠鏡のない天文台) (off vocal)                     | Daisuke Toyama | Makoto Wakatabe | 3:41    |

| DVD | DVD | DVD     |
| Nr  | Tytuł utworu | Długość |
| --- | --- | ------- |
| 1.  | „Chicken LINE” (jap. チキンLINE) (Music Video)                                                                           | 6:56    |
| 2.  | „Tabi no tochū” (jap. 旅の途中) (Music Video)                                                                            | 4:36    |
| 3.  | „Tokuten eizō „SKE48 wasurerarenai dai bōnenkai 2015 -kōhen-”” (jap. 特典映像「 SKE48 忘れられない大忘年会2015 -後編-」) |         |

### Wer. teatralna / „PriPara”
| CD | CD                                                                                   | CD             | CD              | CD      |
| Nr | Tytuł utworu                                                                         | Kompozycja     | Aranżacja       | Długość |
| -- | ------------------------------------------------------------------------------------ | -------------- | --------------- | ------- |
| 1. | „Chicken LINE” (jap. チキンLINE)                                                     | Ryūji Takagi   | Ikuta Machine   | 4:53    |
| 2. | „Bōenkyō no nai tenmondai” (jap. 望遠鏡のない天文台) (wyk. Passion For You Senbatsu) | Daisuke Toyama | Makoto Wakatabe | 3:41    |
| 3. | „SKE48 19th single medley”                                                           |                |                 |         |
| 4. | „Chicken LINE” (jap. チキンLINE) (off vocal)                                         | Ryūji Takagi   | Ikuta Machine   | 4:53    |
| 5. | „Bōenkyō no nai tenmondai” (jap. 望遠鏡のない天文台) (off vocal)                     | Daisuke Toyama | Makoto Wakatabe | 3:41    |

## Skład zespołu
| „Chicken LINE” |
| --- |
| - SKE48 Team S: Rion Azuma, Masana Ōya, Haruka Futamura, Jurina Matsui (środek) - SKE48 Team S / AKB48 Team 4: Ryōha Kitagawa - SKE48 Team KII: Yūna Egō, Mina Ōba, Sarina Sōda, Akane Takayanagi, Nao Furuhata - SKE48 Team E: Kanon Kimoto, Haruka Kumazaki, Rara Gotō, Aya Shibata, Maya Sugawara, Akari Suda, Marika Tani |

| „Kanojo ga iru” |
| --- |
| - SKE48 Team S: Azuma Rion, Asana Inuzuka, Masana Ōya, Risako Gotō, Aika Sugiyama, Mai Takeuchi, Rika Tsuzuki, Yume Noguchi, Kano Nojima, Haruka Futamura, Jurina Matsui, Chikako Matsumoto, Ami Miyamae, Miki Yakata (środek), Suzuran Yamauchi, Juna Yamada - SKE48 Team S / AKB48 Team 4: Ryōha Kitagawa - SKE48 Team S / SNH48 Team SII: Sae Miyazawa |

| „Bōenkyō no nai tenmondai” |
| --- |
| - Team S: Masana Ōya (środek), Risako Gotō, Yume Noguchi, Haruka Futamura, Jurina Matsui - Team KII: Yuki Arai, Yūna Egō, Kotono Shirai, Akane Takayanagi, Saki Takeuchi - Team E: Narumi Ichino, Rumi Katō, Natsuki Kamata, Kanon Kimoto, Mei Sakai, Akari Suda |

| „Kiss Position” |
| --- |
| - Team KII: Shiori Aoki, Yuki Arai, Anna Ishida, Mikoto Uchiyama, Yūna Egō, Mina Ōba, Yuna Obata (środek), Ruka Kitano, Kotono Shirai, Sarina Sōda, Yumana Takagi, Natsuki Takatsuka, Akane Takayanagi, Saki Takeuchi, Yuzuki Hidaka, Nao Furuhata, Kaori Matsumura, Yukari Yamashita |

| „Is that your secret?” |
| --- |
| - Team E: Reona Ida, Narumi Ichino, Rumi Katō, Natsuki Kamata, Kanon Kimoto, Haruka Kumazaki, Rara Gotō, Makiko Saitō, Mei Sakai, Sumire Satō, Aya Shibata, Maya Sugawara, Akari Suda, Marika Tani, Sana Takatera (środek), Nao Fukushi |

| „Tabi no tochū” |
| --- |
| Piosenka na ukończenie członkostwa Sae Miyazawy w zespole. - SKE48 Team S: Masana Ōya, Jurina Matsui - SKE48 Team S / AKB48 Team 4: Ryōha Kitagawa - SKE48 Team S / SNH48 Team SII: Sae Miyazawa (środek) - SKE48 Team KII: Yūna Egō, Mina Ōba, Akane Takayanagi, Kaori Matsumura - SKE48 Team E: Haruka Kumazaki, Rara Gotō, Aya Shibata, Akari Suda - NMB48 Team BII: Ayaka Umeda - AKB48 Graduated Members: Sayaka Akimoto, Yūko Ōshima, Tomomi Kasai, Yuka Masuda |

## Notowania
| Lista                             | Pozycja |
| --------------------------------- | ------- |
| Oricon Weekly Singles Chart       | 1       |
| Oricon Yearly Singles Chart       | 15      |
| Billboard Japan Hot 100           | 1       |
| Billboard Japan Hot Singles Sales | 1       |

## Sprzedaż
| Dane wg         | Sprzedaż |
| --------------- | -------- |
| Oricon          | 365 328  |
| Billboard Japan | 464 298+ |